# フレッシュ・ワロンヌ2011
フレッシュ・ワロンヌ2011は、フレッシュ・ワロンヌの75回目のレース。2011年4月20日に行われた。
最大の難所、ミュル・ド・ユイ(Mur de Huy)で仕掛けたフィリップ・ジルベールが、同じく追撃を試みたホアキン・ロドリゲスを同年4月17日に行われたアムステルゴールドレース同様退けて優勝。ジルベールは、同年4月13日に行われたブラバントス・パイル(1.HC)も併せて、1週間で3つのワンデイレースを制覇した。また、アルベルト・コンタドールも参加し11位。

## 参加チーム
- 斜字はコンチネンタルプロチーム

- AG2R・ラ・モンディアル
- アスタナ・チーム
- BMC・レーシングチーム
- コフィディス
- エウスカルテル・エウスカディ
- FDJ
- ガーミン・サーヴェロ
- ランドバウクレディット
- ランプレ・ISD
- レオパルド・トレック
- リクイガス・キャノンデール
- オメガファーマ・ロット
- クイックステップ
- ラボバンク
- ソル・ソジャスュン
- スキル・シマノ
- チーム・HTC - ハイロード
- チーム・カチューシャ
- チーム・モビスター
- チーム・レディオシャック
- チーム・サクソバンク - サンガード
- チームスカイ
- トップスポート・フラーンデレン - メルカトル
- ヴァカンソレイユ・DCM
- フェランダス・ウィレムス - アクセント

## 成績
| 順位 | 選手名                       | 国籍           | チーム                       | 時間          |
| ---- | ---------------------------- | -------------- | ---------------------------- | ------------- |
| 1    | フィリップ・ジルベール       | ベルギー       | オメガファーマ・ロット       | 4時間54分57秒 |
| 2    | ホアキン・ロドリゲス         | スペイン       | チーム・カチューシャ         | +03秒         |
| 3    | サムエル・サンチェス         | スペイン       | エウスカルテル・エウスカディ | +05秒         |
| 4    | アレクサンドル・ヴィノクロフ | カザフスタン   | アスタナ・チーム             | +06秒         |
| 5    | イゴル・アントン             | スペイン       | エウスカルテル・エウスカディ | 同            |
| 6    | イェル・ファネンデルト       | ベルギー       | オメガファーマ・ロット       | 同            |
| 7    | フランク・シュレク           | ルクセンブルク | レオパルド・トレック         | 同            |
| 8    | ダニエル・モレノ             | スペイン       | チーム・カチューシャ         | +09秒         |
| 9    | クリストフ・ル・メヴェル     | フランス       | ガーミン・サーヴェロ         | +12秒         |
| 10   | パウル・マルテンス           | ドイツ         | ラボバンク                   | 同            |